# Franco Baldassarra
Franco Pedro Augusto Baldasarra (Santos Lugares, Tres de Febrero, 29 de septiembre de 1998) es un futbolista argentino que juega de volante en el C. A. Platense de la Primera División de Argentina.

## Trayectoria

### Platense
Surgido de las inferiores de Argentinos Juniors, en 2014 llega a Platense. En enero de 2019 fue promovido al  primer equipo del calamar y, entre 2020 y 2021, fue una pieza clave en el ascenso a Primera después de 22 años. 
Para la temporada 2025 regresa a Platense.

### Panetolikos FC
En agosto de 2023, el jugador es cedido al Panetolikos FC de Grecia. La negociación con el club griego se cerró a préstamo sin cargo hasta el 30 de junio de 2024, con repesca al 31 de diciembre de 2023, si no juega el 50% de los partidos del segundo semestre del presente año; además se fijó una opción de compra del 50% de su ficha. Jugó en total 30 encuentros convirtiendo un gol. 

## Estadísticas
| Platense Argentina |               |               |     |    |    |   |   |    |     |   |
| 2018-19 | 2.ª           | 1             | 0   | 0  | 0  | - | - | 1  | 0   |   |
| 2019-20 | 2.ª           | 12            | 0   | 1  | 0  | - | - | 13 | 0   |   |
| 2020-21 | 2.ª           | 4             | 0   | 0  | 0  | - | - | 4  | 0   |   |
| 2021 | 1.ª           | 22            | 0   | 10 | 2  | 0 | 0 | 32 | 2   |   |
| 2022 | 1.ª           | 9             | 0   | 10 | 0  | 0 | 0 | 19 | 0   |   |
| 2023 | 1.ª           | 22            | 2   | 1  | 0  | 0 | 0 | 23 | 2   |   |
| 2025 | 1.ª           | 4             | 0   | 0  | 0  | 0 | 0 | 4  | 0   |   |
| Total club | Total club    | 74            | 2   | 22 | 2  | 0 | 0 | 96 | 4   |   |
| Panetolikos · Grecia |               |               |     |    |    |   |   |    |     |   |
| 2023-24 | 1.ª           | 28            | 1   | 2  | 0  | - | - | 30 | 1   |   |
| Total club | Total club    | 28            | 1   | 2  | 0  | 0 | 0 | 30 | 1   |   |
| Total carrera | Total carrera | Total carrera | 102 | 3  | 24 | 2 | 0 | 0  | 126 | 5 |
| (1) La copa nacional se refiere a la Copa Argentina, Copa de la Liga Profesional, Supercopa Argentina y Trofeo de Campeones. (2) La copa internacional se refiere a la Copa Sudamericana y Copa Libertadores. |               |               |     |    |    |   |   |    |     |   |

## Palmarés

### Campeonatos nacionales
| Título           | Club           | País      | Año     |
| ---------------- | -------------- | --------- | ------- |
| Primera División | C. A. Platense | Argentina | A- 2025 |

### Otros logros
| Título                    | Club           | Sede    | Año  |
| ------------------------- | -------------- | ------- | ---- |
| Reducido Primera Nacional | C. A. Platense | Rosario | 2020 |